# Alexander McSween
Alexander McSween, né Alexander Angus McSween le 15 juin 1837 à Belfast dans la province de l'Île-du-Prince-Édouard (Canada), décédé le 19 juillet 1878 à Lincoln (Nouveau-Mexique), est un homme de loi d'origine écossaise, impliqué dans la guerre du comté de Lincoln qui a opposé le camp Tunstall-McSween-Chisum au camp Murphy-Dolan.

## Biographie
Alexander McSween émigre aux États-Unis, et s'installe en 1872 au Kansas. Il commence à exercer le droit en avril 1873, et se marie à Susanna E. Hummer en août de la même année.
Ils quittent le Kansas en 1874 et arrivent à Lincoln (Nouveau-Mexique) en mars 1875, où leur allure citadine contraste avec la population locale principalement composée de Mexicains et de cowboys.
Il fait la connaissance de John Tunstall et John Chisum, qui vont devenir ses clients et amis. Il aide notamment Tunstall à acquérir des terres, ce qui lui était impossible du fait qu'il était Anglais de naissance. Avec eux, il ouvre une banque (Chisum en est le président, McSween le vice président et Tunstall est le caissier), pour concurrencer celle ouverte par Murphy et Dolan.
Après le meurtre de Tunstall, qui déclenche la guerre du comté de Lincoln, il forme un posse, les "Regulators", avec l'appui du juge de paix John Wilson.

## La bataille de Lincoln
Le 15 juillet 1878, les Regulators sont cernés dans la maison de McSween et le magasin d'Ellis. Face à eux, les cowboys de Dolan et Murphy et le gang des "Seven Rivers". Dans la maison, se trouvent notamment McSween et sa femme Susan. Au cours des trois jours qui suivent, des tirs sont échangés, jusqu'à l'arrivée de l'armée.
Dans l'après-midi du 19, les soldats mettent le feu à la maison. À la tombée de la nuit, Susan McSween, une autre femme et cinq enfants sont autorisés à sortir, pendant que les hommes à l'intérieur continuent à combattre le feu. À 21h, ils décident de sortir par la porte de derrière. Alors que des soldats se dirigent vers l'arrière cour pour arrêter ceux qui restent, une fusillade se déclenche pendant laquelle Alexander McSween est tué.

« [...] Aux environs de midi, nous vîmes une fumée épaisse. C'était le magasin de McSween auquel les hommes de Murphy avaient mis le feu pour brûler les hommes de McSween qui y étaient encerclés, pour qu'ils ne puissent pas s'enfuir. Alors que le feu se développait, M. McSween s'est présenté calmement à la porte comme s'il voulait se rendre et a été abattu.
Interview de Ella Dvidson, témoin des évènements, citée par Spartacus Educational »